# Odbor za kulturo, šolstvo, šport in mladino Državnega zbora Republike Slovenije
Odbor za kulturo, šolstvo, šport in mladino je odbor Državnega zbora Republike Slovenije.

## Delovanje
»Odbor za kulturo, šolstvo, šport in mladino obravnava predloge zakonov, druge akte in problematiko, ki se nanaša na: 
- ustvarjanje, posredovanje in varovanje kulturnih vrednot, 
- javni interes za kulturo, ki temelji na zagotavljanju javnih kulturnih dobrin, s katerimi se uresničuje kulturni razvoj Slovenije in slovenskega naroda, 
- medije, 
- vzgojo, 
- osnovno, srednje in višje šolstvo, 
- šport, 
- mladino in njeno vlogo ter položaj v družbi, 
- spodbujanje aktivne državljanske kulture med mladimi in vprašanja stabilnega ter razvojno naravnanega financiranja mladinske politike, 
- druga vprašanja, ki jih obravnava za to področje pristojno ministrstvo. 
Odbor obravnava zadeve Evropske unije s svojega delovnega področja.«

## Sestava
5. državni zbor Republike Slovenije
- izvoljen: ?
- predsednik: Majda Potrata
- podpredsednik: Miran Györek, Vito Rožej, Aleksander Zorn
- člani: Roberto Battelli, Samo Bevk, Silva Črnugelj, Ljubo Germič, László Göncz, Branko Grims, Alenka Jeraj, Franco Juri, Vasja Klavora, Dejan Levanič, Tomaž Tom Mencinger, Darko Menih, Rudolf Petan, Janez Ribič, Andreja Rihter